# Szergej Grigorjevics Huszainov
Szergej Grigorjevics Huszainov, oroszul: Сергей Григорьевич Хусаинов (Moszkva, 1954. július 18. –) szovjet, majd orosz nemzetközi labdarúgó-játékvezető.

## Pályafutása

### Labdarúgóként
1964-1970 között a FK Gyinamo Moszkva, 1970-1972 között az FK Torpedo Moszkva, 1972-1974 között a Balti katonai körzet sportszázada, 1975-től a FK Gyinamo Mahacskala) egyesületében játszott.

### Nemzeti játékvezetés
1989-től 1991-ig a szovjet, 1992-1999 között az orosz I. Liga játékvezetője volt. Szovjet I. Ligás mérkőzéseinek száma: 102. Orosz I. Ligás mérkőzéseinek száma: 74.

#### Nemzeti kupamérkőzések
Vezetett Kupa-döntők száma: 1.

##### Orosz Kupa
| Időpont          | Helyszín                 | Mérkőzés típusa | Mérkőzés                             | Eredmény | Nézők száma |
| ---------------- | ------------------------ | --------------- | ------------------------------------ | -------- | ----------- |
| 1993. június 13. | Torpedo Stadion, Moszkva | döntő           | FK Torpedo Moszkva–PFK CSZKA Moszkva | 1 : 1    | 20 000      |

### Nemzetközi játékvezetés
Az Orosz labdarúgó-szövetség Játékvezető Bizottsága (JB) terjesztette fel nemzetközi játékvezetőnek, a Nemzetközi Labdarúgó-szövetség (FIFA) 1989-től tartotta nyilván bírói keretében. Több nemzetek közötti válogatott és klubmérkőzést vezetett, vagy működő társának 4. bíróként segített. UEFA besorolás szerint a „mester” kategóriába tevékenykedik. Az orosz nemzetközi játékvezetők rangsorában, a világbajnokság-Európa-bajnokság sorrendjében többedmagával a 3. helyet foglalja el 11 találkozó szolgálatával.
Izraelben 1999. szeptember 18-án UEFA-kupán a MK Hapóél Haifa-Club Brugge KV találkozót kellett volna koordinálnia. Utazás közben, a repülőgépen a kelleténél több alkoholt fogyasztott társaival. Helyettük egy román hármasnak kellett beugrania. Az UEFA JB fegyelmi bizottsága egy évre eltiltotta őket a nemzetközi mérkőzésektől. Az aktív nemzetközi játékvezetéstől 2000-ben búcsúzott.

#### Világbajnokság

##### U20-as labdarúgó-világbajnokság
Ausztrália rendezte a 6., az U20-as labdarúgó-világbajnokságot, ahol a FIFA JB bíróként foglalkoztatta.

###### 1993-as ifjúsági labdarúgó-világbajnokság
| Időpont           | Helyszín                 | Mérkőzés típusa              | Mérkőzés              | Eredmény | Nézők száma |
| ----------------- | ------------------------ | ---------------------------- | --------------------- | -------- | ----------- |
| 1993. március 7.  | Városi Stadion, Adelaide | csoportmérkőzés (D. csoport) | Brazília–Szaúd-Arábia | 0 : 0    | 10 000      |
| 1993. március 11. | Városi Stadion, Adelaide | csoportmérkőzés (D. csoport) | Norvégia–Brazília     | 0 : 2    | 7 000       |

---
A világbajnoki döntőhöz vezető úton Olaszországba a XIV., az 1990-es labdarúgó-világbajnokságra és az Egyesült Államokba a XV., az 1994-es labdarúgó-világbajnokságra a FIFA JB bíróként alkalmazta.

##### 1990-es labdarúgó-világbajnokság

###### Selejtező mérkőzés
| Időpont         | Helyszín                 | Mérkőzés típusa           | Mérkőzés         | Eredmény | Nézők száma |
| --------------- | ------------------------ | ------------------------- | ---------------- | -------- | ----------- |
| 1989. május 17. | Steaua Stadion, Bukarest | előselejtező (1. csoport) | Románia–Bulgária | 1 : 0    | 15 000      |

##### 1994-es labdarúgó-világbajnokság

###### Selejtező mérkőzés
| Időpont            | Helyszín                      | Mérkőzés típusa           | Mérkőzés             | Eredmény | Nézők száma |
| ------------------ | ----------------------------- | ------------------------- | -------------------- | -------- | ----------- |
| 1992. november 18. | Wankdorf Stadion, Bern        | előselejtező (1. csoport) | Svájc–Málta          | 3 : 0    | 14 200      |
| 1993. április 14.  | Ernst Happel Stadion, Bécs    | előselejtező (6. csoport) | Ausztria–Bulgária    | 3 : 1    | 19 500      |
| 1993. június 2.    | Råsunda Stadion, Stockholm    | előselejtező (6. csoport) | Svédország–Izrael    | 5 : 0    | 22 042      |
| 1993. november 10. | Fenerbahçe Stadion, Isztambul | előselejtező (2. csoport) | Törökország–Norvégia | 2 : 1    | 10 000      |

##### 1998-as labdarúgó-világbajnokság

###### Selejtező mérkőzés
| Időpont             | Helyszín               | Mérkőzés típusa           | Mérkőzés                    | Eredmény | Nézők száma |
| ------------------- | ---------------------- | ------------------------- | --------------------------- | -------- | ----------- |
| 1996. augusztus 31. | Dinamo Stadion, Minszk | előselejtező (4. csoport) | Fehéroroszország–Észtország | 1 : 0    | 7 500       |

#### Európa-bajnokság
Három európai-labdarúgó torna döntőjéhez vezető úton Svédországba a IX., az 1992-es labdarúgó-Európa-bajnokságra, Angliába a X., az 1996-os labdarúgó-Európa-bajnokságra, valamint Belgiumba és Hollandiába a XI., a 2000-es labdarúgó-Európa-bajnokságra az UEFA JB játékvezetőként foglalkoztatta.

##### 1992-es labdarúgó-Európa-bajnokság

###### Selejtező mérkőzés
| Időpont          | Helyszín                   | Mérkőzés típusa           | Mérkőzés               | Eredmény | Nézők száma |
| ---------------- | -------------------------- | ------------------------- | ---------------------- | -------- | ----------- |
| 1991. október 9. | Olimpiai Stadion, Helsinki | előselejtező (6. csoport) | Finnország–Görögország | 1 : 1    | 5 225       |

##### 1996-os labdarúgó-Európa-bajnokság

###### Selejtező mérkőzés
| Időpont             | Helyszín                      | Mérkőzés típusa           | Mérkőzés            | Eredmény | Nézők száma |
| ------------------- | ----------------------------- | ------------------------- | ------------------- | -------- | ----------- |
| 1994. november 16.  | Astrid Park Stadion, Brüsszel | előselejtező (2. csoport) | Belgium–Macedónia   | 1 : 1    | 5 839       |
| 1995. augusztus 16. | Ullevaal Stadion, Oslo        | előselejtező (5. csoport) | Norvégia–Csehország | 0 : 3    | 22 054      |

##### 2000-es labdarúgó-Európa-bajnokság

###### Selejtező mérkőzés
| Időpont             | Helyszín                                | Mérkőzés típusa           | Mérkőzés               | Eredmény | Nézők száma |
| ------------------- | --------------------------------------- | ------------------------- | ---------------------- | -------- | ----------- |
| 1998. szeptember 5. | Antonisz Papadopoulosz-stadion, Lárnaka | előselejtező (6. csoport) | Ciprus–Spanyolország   | 3 : 2    | 1 876       |
| 1999. március 31.   | Frankenstadion, Nürnberg                | előselejtező (3. csoport) | Németország–Finnország | 2 : 0    | 40 758      |

---
A női európai labdarúgó torna döntőjéhez vezető úton Dánia rendezte az 1991-es női labdarúgó-Európa-bajnokságot, ahol az UEFA JB játékvezetőként foglalkoztatta.

##### 1991-es női labdarúgó-Európa-bajnokság

###### Selejtező mérkőzés
| Időpont              | Helyszín                | Mérkőzés típusa           | Mérkőzés                   | Eredmény | Nézők száma |
| -------------------- | ----------------------- | ------------------------- | -------------------------- | -------- | ----------- |
| 1990. szeptember 29. | Városi Stadion, Varannó | előselejtező (4. csoport) | Csehszlovákia–Magyarország | 3 – 0    | 3000        |

#### Nemzetközi kupamérkőzések

##### UEFA-bajnokok ligája
| Időpont              | Helyszín                   | Mérkőzés típusa            | Mérkőzés                             | Eredmény |
| -------------------- | -------------------------- | -------------------------- | ------------------------------------ | -------- |
| 1992. szeptember 30. | Üllői út Stadion, Budapest | első forduló (2. mérkőzés) | Ferencvárosi TC–ŠK Slovan Bratislava | 0 : 0    |

##### Kupagyőztesek Európa-kupája
| Időpont             | Helyszín                   | Mérkőzés típusa | Mérkőzés                           | Eredmény |
| ------------------- | -------------------------- | --------------- | ---------------------------------- | -------- |
| 1993. szeptember 2. | Üllői út Stadion, Budapest | KEK (1. kör)    | Ferencvárosi TC–FC Tirol Innsbruck | 1 : 2    |

##### UEFA-kupa
| Időpont           | Helyszín                           | Mérkőzés típusa           | Mérkőzés                            | Eredmény |
| ----------------- | ---------------------------------- | ------------------------- | ----------------------------------- | -------- |
| 1996. október 29. | St. James' Park Stadion, Newcastle | második kör (2. mérkőzés) | Newcastle United FC–Ferencvárosi TC | 4 : 0    |

## Szakmai sikerek
A szovjet JB minősítése szerint 1987-ben, 1988-ban és 1991-ben, az orosz JB értékelése alapján 1994-ben, 1996-ban, 1998-ban és 1999-ben volt az Év Játékvezetője.